# آنگ گی (وزنه‌بردار)
آنگ گی (انگلیسی: Aung Gyi؛ زادهٔ ۱۵ دسامبر ۱۹۴۵) وزنه‌بردار اهل میانمار بود.
وی در مسابقات کشوری و بین‌المللی در مجموع برندهٔ ۱ مدال طلا، ۱ مدال نقره شده‌است.